# Tanama
De Tanama (Russisch: Танама) is een rivier in het noordwesten van het Russische autonome district Jamalië (oblast Tjoemen) en het oosten van de kraj Krasnojarsk en vormt deels de grens tussen beide gebieden. De rivier heeft een lengte van 521 kilometer en stroomt over een moerassige ondergrond. Nabij haar monding in de Derjabinski Jenisej (een van de stromen van de Jenisej) vertakt de rivier zich in verschillende armen.
De rivier wordt vooral gevoed door sneeuw en regen. De rivier treedt buiten haar oevers in juni en juli. In de winter staat het waterpeil erg laag.